# 熟女AV女優
熟女AV女優（じゅくじょエーブイじょゆう）とは、アダルトコンテンツ（主にAV）における熟年女性を主役とした作品などで活躍するAV女優のことを指す。

## 概要
「熟女」という言葉は、成熟した大人の色気を持った女性を意味し、必ずしも年齢で定義された女性を示す表現ではないが、40代以降を想起する場合が多い。一方で、AV男優のしみけんは、「熟女」を「年齢で区切るものではなく、母性を感じられる女性」と定義している。「熟女」が年齢で区分される表現ではなく、AV女優の実年齢にも依らないため、そのような女性がメインとなるAV作品は、年齢が確実に30代半ば以降と捉えることのできる立場の女性を相手とした属性やシチュエーションを設定している抽象的・概念的ジャンルとなっている。また、2018年にアダルトコンテンツを多数抱えるFANZAが発表した「FANZA REPORT2018」によると、人気検索ワードとして「熟女」がトレンドワード1位になり、「熟女」というジャンルがある一定の人気を博していることが判明した。
ジャンルの定義や歴史などは「アダルトビデオ#熟女」も参照。

### シチュエーション
AV女優が熟女として活躍するシチュエーションには、「叔母」、「義母」、「女将」、「女教師」、「女上司」、「主婦」などがある。

### 超熟女
また、80代でデビューするAV女優も存在し、熟女がメインとなる作品の年齢層は幅広くなっている。

### メーカー
熟女専門を謳うメーカーは多く、FANZAによると80社以上にもなる。

#### 代表例
- マドンナ
- センタービレッジ
- タカラ映像
- 熟女卍
- 熟女JAPAN
- グラフィティジャパン
- ルビー
- VENUS
- Mellow Moon
- ながえスタイル
- 溜池ゴロー

### 熟女AV雑誌
成人雑誌の読者対象が高年齢になったこと、制作予算の低下に伴い、2010年代以降はDVD本と呼ばれる雑誌のAVメーカーからの写真、動画提供が多くなり、熟女誌となる例が多くなった。
1987年創刊の『マドンナハウス』（インフォメディア）は2023年で創刊35周年を迎え、人妻熟女雑誌として最古の部類となった。

### 海外
アメリカのポルノ業界では、「熟女AV」と類似した用語として、「MILFポルノ」が存在し、多くのMILF女優が活躍している。「MILF」とは、「Mom I'd Like to Fuck」の頭文字に由来し、熟年になっても性的魅力に溢れる艶やかな女性のことを指している。
また、世界最大級のポルノ動画サイトであるPornhubが発表した2022年の検索ワードにおいては、「hentai」や「japanese」に次いで、「MILF」は第3位に位置している。

## 賞
2006年から2020年にかけて、スカパー!アダルト放送大賞にて各参加チャンネルの推薦を受けた熟女AV女優の中から選ばれた女優に、「熟女女優賞」が贈られていた。

## 代表的な女優
- 翔田千里
- 風間ゆみ
- 川上ゆう
- 円城ひとみ
- 澤村レイコ
- 浅井舞香
- 北条麻妃
- 平岡里枝子
- 小早川怜子
- 谷原希美
- 加藤ツバキ
- 艶堂しほり
- 武藤あやか
- 友田真希
- 並木塔子
- 山口珠理
- 滝川恵理